# Atos de Barnabé

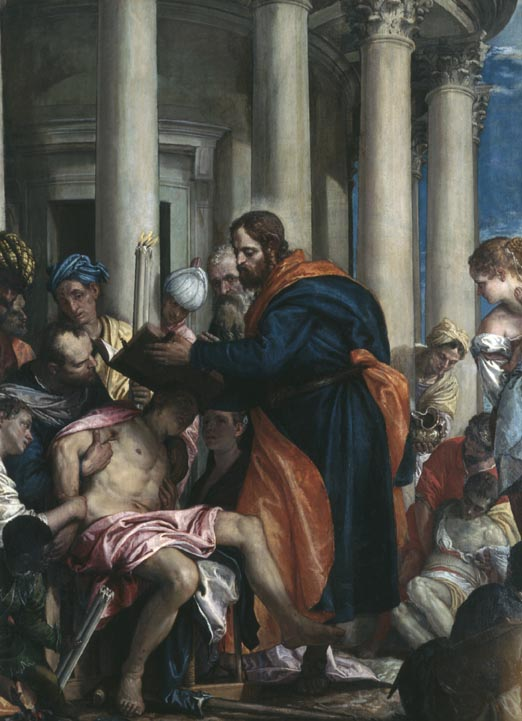
São Barnabé curando os doentes.
Por Veronese, no Musée des beaux-arts de Rouen.

Atos de Barnabé é um texto pseudepígrafo que alega ser de autoria de "João Marcos", o companheiro de Paulo, escrevendo no lugar de Barnabé, o judeu cipriota que era membro da igreja antiga em Jerusalém, através de quem o recém-convertido Saulo foi recebido na comunidade apostólica. Três obras pseudepígrafas são ligadas com o nome de Barnabé: a Epístola de Barnabé, escrita entre 70 e 135 d.C., seus "Atos" e a falsificação medieval chamada de "Evangelho de Barnabé". Nenhuma delas jamais foi aceita no cânon bíblico.

## Texto
A linguagem e política eclesiástica dos Atos revelam que ela foi escrita por volta do século V com o objetivo de reforçar as alegações da Igreja de Chipre sobre ter uma fundação apostólica por ser o local do túmulo de Barnabé, o que resultaria numa independência de seus bispos do Patriarca de Antioquia. Esta é uma controvérsia do século V, sendo que a independência da igreja de Chipre foi declarada no Primeiro Concílio de Éfeso (431) e foi confirmada pelo imperador Zenão em 488.
A obra foi traduzida e editada por M. R. James, que até hoje é a versão padrão da obra.

## História
O texto fala sobre as muitas viagens de Barnabé e Paulo pelas primeiras comunidades cristãs da Ásia Menor e em Chipre, repleta de milagres e pregações aos pagãos. O texto termina afirmando que "As viagens e o martírio do santo apóstolo Barnabé foram assim consumadas pela graça de Deus.".